# Тамбовский государственный университет
«Тамбовский государственный университет имени Г. Р. Державина» — высшее учебное заведение в Тамбове.

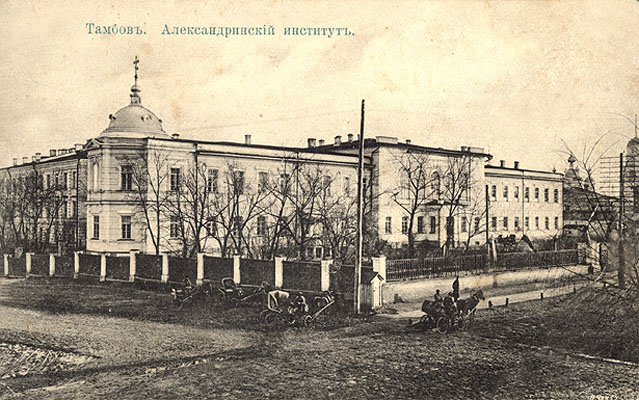
Здание Александрийского института (сейчас Медицинский Институт)

## История
Официально история учебного заведения начинается с 1918 года, когда в Тамбове был открыт Государственный университет, первое высшее учебное заведение на Тамбовской земле. Лекции читались в основном приезжими профессорами и преподавателями Московского университета. Просуществовав три года, университет был закрыт, но он оставил след в развитии образования края: при вузе были организованы кооперативные курсы, пункты по ликвидации неграмотности, Институт народного образования. Институт народного образования также был закрыт в 1923 году и с 1924 года в Тамбове существовал лишь Тамбовский межрегиональный рабочий факультет  который в 1931 году был присоединён к, открытому в 1930 году, Агропедагогическому институту в качестве его подготовительного отделения. В результате в 1932 году был образован Тамбовский государственный педагогический институт (ТГПИ).
Тамбовский государственный университет был создан Указом президента РФ 29 декабря 1994 года путём слияния Тамбовского государственного педагогического института и Тамбовского государственного института культуры.
В декабре 1995 года единогласным решением конференции профессорско-преподавательского состава, студентов, аспирантов и сотрудников на должность ректора ТГУ им. Г. Р. Державина был избран Юрьев Владислав Михайлович, впоследствии занимавший эту должность двадцать лет.
6 марта 1995 года ему было присвоено имя Гавриила Романовича Державина — великого российского поэта и государственного деятеля.
В результате слияния естественно-географического и химико-биологического факультетов образован естественнонаучный факультет с семью кафедрами (декан Е. А. Ганжа). В 1994 году исполнилось 35 лет научно-практической лаборатории школьной картографии, подготовившей 3 издания «Атласа Тамбовской области» (руководитель А. М. Кириллов). В этом же году открыт экономический факультет (декан Т. А. Гостилович), а в 1995 году — юридический (декан Н. А. Придворов).
В составе университета продолжил свою деятельность исторический факультет (декан Ю. А. Мизис), в составе которого кафедра российской истории (заведующий — член Российской Академии социальных наук и Нью-Йоркской Академии наук, профессор Л. Г. Протасов) и всеобщей истории (заведующий — А. Г. Айрапетов).
Профессиональные кадры готовились на факультетах: физико-математическом (декан А. А. Слетков), романо-германской филологии (декан Н. П. Дронова). В сентябре 1995 года на филологическом факультете (декан Н. Л. Потанина) открыто отделение «Журналистика». Кафедра русского языка стала одним из учредителей Российского гуманитарно-политологического лицея, открывшегося в 1994 году. Кафедра истории русской литературы (называемая так с 1998 года), возглавляемая доктором филологических наук, профессором Л. В. Поляковой (ученицей Н. И. Кравцова), стала одним из общепризнанных отечественных научных центров по изучению и исследованию творчества Е. И. Замятина.
Кафедра теоретической физики, созданная П. С. Кудрявцевым, с 1997 года стала именоваться кафедрой «теоретической и экспериментальной физики», которую с 1982 года возглавлял доктор физико-математических наук, Соросовский профессор Ю. И. Головин.
Слияние с институтом культуры расширило специализацию университета на факультетах художественного народного творчества (декан Б. С. Гейко), культурологии (декан В. А. Каримов), информационно-библиотечном (декан Б. В. Борисов).
Факультет физической культуры, перешедший в 1990 году на 5-летний срок обучения, предоставлял студентам следующие специальности: учитель физкультуры и школьный психолог, физическая культура и лечебная физкультура.

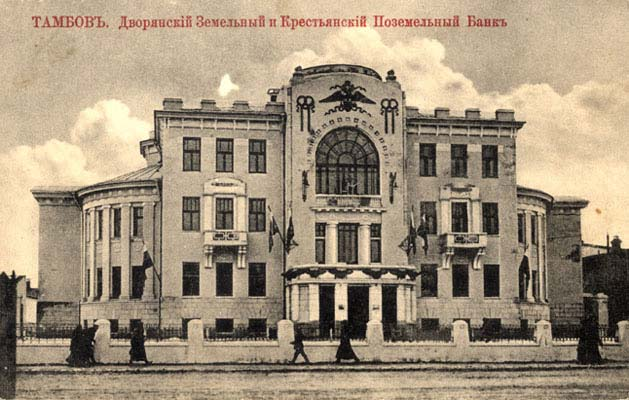
Тамбовское отделение Крестьянского поземельного и Дворянского земельных банков.(сейчас главный корпус ТГУ им. Державина)

В университете в 1990-е годы работало более 40 профессоров, докторов наук; около 20 профессоров, кандидатов наук, которые проводили инициативные научные исследования и совершенствовали образовательно-воспитательную работу вуза.
15 декабря 2015 года новым ректором был избран кандидат юридических наук, доцент Стромов Владимир Юрьевич.

## Ректоры
- Тамбовский государственный университет[1] (1918—1921) — врио ректора — Бунаков А. Н. (1918 г.), ректоры — Никифоров М. К. (1918—1920), Шлезингер Н. А. (1920—1921), Андреев В. Д. (1921).
- Тамбовский практический институт народного образования (ТПИНО) (1921—1923)- ректор — Абиндер Алексей Иванович (1921—1923)[4].
- Тамбовский сельскохозяйственный институт (ТСХИ) ректор — Пуссеп А. И. (1921—1923)
- Агропедагогический институт (1930—1932) — директора — Михаил Игнатьевич Суслин (1930—1931), Постановлениями ЦК ВКП(б) 25 августа 1932 года институт был назван Педагогическим, директор Кондратьев Ф. И. (1931—1932).
- Тамбовский государственный педагогический институт (ТГПИ) (1932—1935) — директора — Кондратьев Ф. И. (1932), Басов А. С. (1932—1933), Серов И. И. (1934), Кудряшов А. Т. (1934—1935), Хаустов А. А. (1935)
- Тамбовский государственный учительский институт (1935—1938) — директор Александр Алексеевич Хаустов (1935—1938)
- Тамбовский государственный педагогический институт (ТГПИ) (1938—1994) — директора — Духовский С. И. (1938), Онуфриев Н. М. (1938—1941), Михалев Г. М. (1941—1951), Стащук Н. И. (1951—1955), Леонюк Л. С. (1955—1959), директор/ректор Винокуров С. В. (1959—1968), ректоры — Виноградов В. Д. (1968—1973), Рузаев В. А. (1973—1979), Василий Михайлович Зубец (1973—1994)
- Тамбовский филиал Московского государственного института культуры (ТФ МГИК) (1967—1990)- директор — Баранов Валентин Петрович (1967—1990)
- Тамбовский государственный институт культуры (ТГИК) (1990—1994)- ректоры — Баранов В. П. (1990—1994), Окатов Владимир Николаевич (1994)
- Тамбовский государственный университет (ТГУ имени Г. Р. Державина) (1994 — наст. вр.)- ректоры — Василий Михайлович Зубец (1994—1995), Юрьев Владислав Михайлович (1995—2015), Стромов Владимир Юрьевич (2015 — 2022), Моисеев Павел Сергеевич (2023-н. в.)

## Университет сегодня
Институты, факультеты

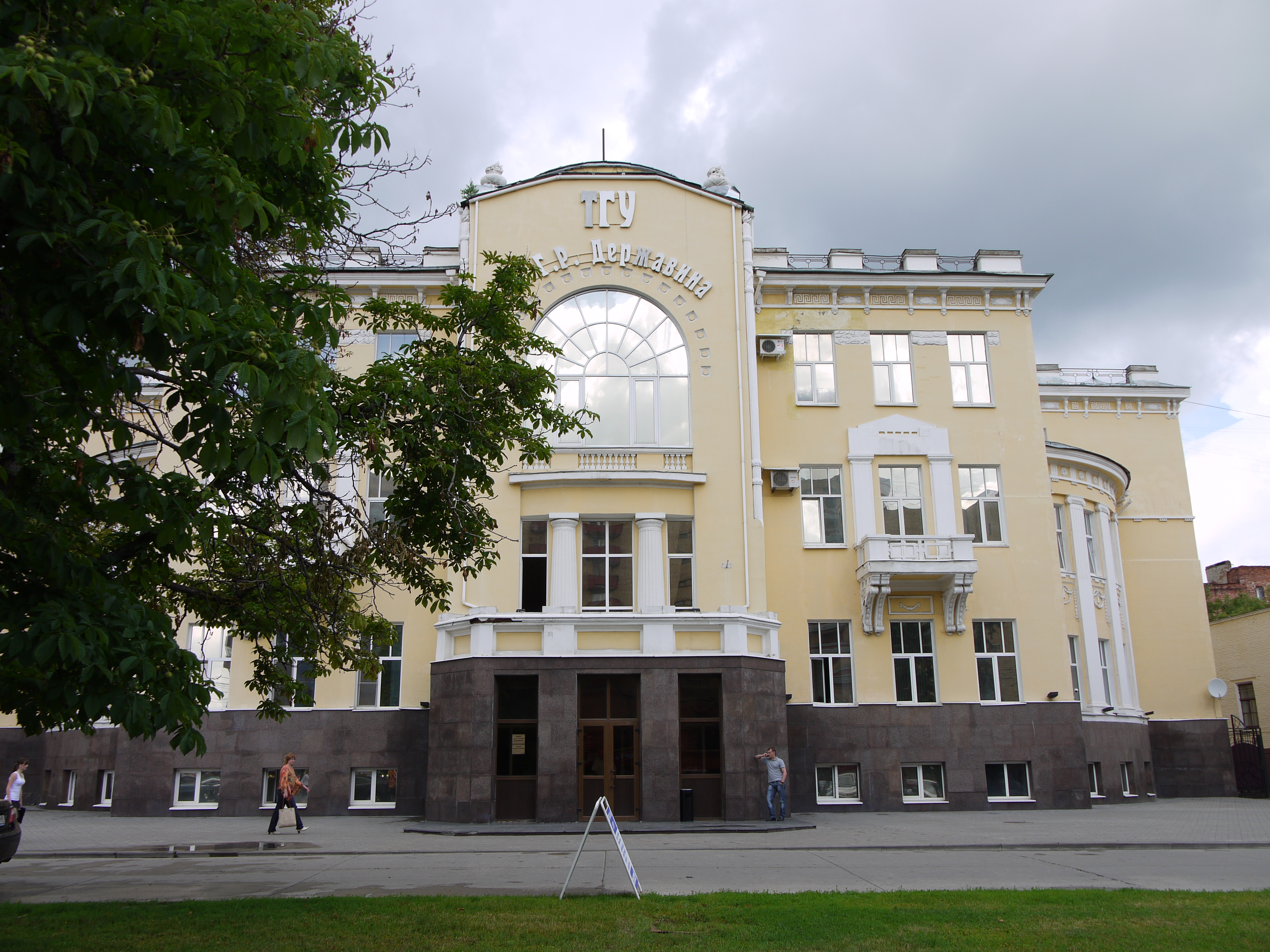
Главный корпус университета

- Институт дополнительного образования
- Институт математики, физики и информационных технологий
- Институт естествознания
- Медицинский институт
- Педагогический институт
- Институт права и национальной безопасности
- Институт экономики, управления и сервиса
- Факультет истории, мировой политики и социологии
- Факультет культуры и искусств
- Факультет филологии и журналистики
- Факультет физической культуры и спорта
- Военный учебный центр
- Институт военного образования
- Институт развития магистратуры

## Научно-исследовательский институт «Нанотехнологии и наноматериалы»
Научно-исследовательский институт «Нанотехнологии и наноматериалы» был преобразован в 2015 г. из научно-образовательного центра «Нанотехнологии и наноматериалы», созданного в 2007 г. в рамках реализации Тамбовским государственным университетом имени Г. Р. Державина приоритетного национального проекта «Образование».
Оборудован за счет средств Приоритетного национального проекта «Образование», Федеральной целевой программы «Развитие инфраструктуры наноиндустрии в РФ», других грантов и программ, а также собственных средств университета. Стоимость оборудования превышает 300 млн руб.